# Président de Ceuta
Le président de la ville de Ceuta (en espagnol : Presidente de la Ciudad de Ceuta) est le chef du gouvernement, le maire et le président de l'assemblée parlementaire de la ville autonome espagnole de Ceuta.
L'actuel titulaire de ce poste est, depuis le 7 février 2001, le conservateur Juan Jesús Vivas.

## Élection
Selon l'article 15 du statut d'autonomie de 1995, « Le président, qui jouit également de la condition de maire, est élu par l'Assemblée, parmi ses membres, et nommés par le Roi ».

### Procédure
L'élection a lieu le jour de la séance constitutive de l'Assemblée. Chacun de ses membres peut voter en faveur d'un de ses collègues qui a été tête de liste aux élections locales. Celui qui recueille la majorité absolue des conseillers (13 voix au moins) est déclaré investi. Si personne n'atteint cette majorité, celui dont la liste est arrivée en tête aux élections locales est proclamé élu.
Cette procédure est strictement identique à celle appliquée pour l'élection des maires des communes espagnoles.

### Investiture
Une fois le président proclamé, son nom est communiqué au Roi et au président du gouvernement. Le président est alors nommé par décret royal, publiés aux Bulletins officiels de l'État et de la ville de Ceuta.
Le président de Ceuta prend ses fonctions dans les cinq jours qui suivent la publication de sa nomination. Il prête alors le serment suivant : « Je jure/promets de servir fidèlement l'Espagne et la ville de Ceuta, respecter la Constitution et le statut d'autonomie, observer et faire respecter les lois, respecter les droits et libertés des citoyens, rester fidèle au Roi, et accomplir les fonctions de président de la ville de Ceuta ».

## Fonctions

### Chef du gouvernement régional
En sa qualité de président du conseil de gouvernement et représentant suprême de Ceuta : 
- il « assure la haute représentation de la ville autonomie en lien avec les autres institutions et administrations de l'État » ;
- il « signes les conventions et accords de coopération avec les autres communautés autonomes et avec la ville autonomie de Melilla » ;
- il « convoque l'Assemblée élue pour la tenue de sa session constitutive » ;
- il « maintient les relations avec le délégué du gouvernement à des fins d'une meilleure coopération entre l'administration de l'État et celle de la ville autonome » ;
- il « nommer et révoquer les conseillers et vice-conseillers de gouvernement, ce dont il rend compte à l'Assemblée » ;
- il « déléguer temporairement ses fonctions exécutives à des membres du conseil de gouvernement » ;
- il « exercer, en cas d'urgence et en rendant compte sans délai au conseil de gouvernement, les actions judiciaires en lien avec les intérêts, biens et droits de la ville autonome » ;
- il « établit la ligne programmatique de l'action du gouvernement, dont il dirige l'action, et assure la continuité de cette dernière » ;
- il « convoque, fixe l'ordre et du jour, préside, suspend et lève les séances, dirige les débats et délibérations du conseil de gouvernement » ;
- il « veille à la mise en œuvre des lignes directrices générales de l'action de gouvernement et des décisions du conseil de gouvernement » ;
- il « assure la coordination entre les différents départements et résout les conflits d'attribution entre eux » ;
- il « coordonne l'application réglementaire des normes approuvées par l'Assemblée (quand elles l'autorisent expressément) et la mise en œuvre des normes approuvées par l'Assemblée sur l'organisation et le fonctionnement des services administratifs de la ville autonome » ;
- il « pose la question de confiance devant l'Assemblée, après délibération du conseil de gouvernement » ;
- il « veille à l'exécution des décisions de l'Assemblée quand elles concernent le conseil de gouvernement ou les conseillers, et à ce que l'Assemblée reçoive les demandes d'information qu'elle a formulées » ;
- il « autorise les dépenses qui lui correspondent » ;
- il « nomme les fonctionnaires de la ville et désigne les représentants de Ceuta dans les institutions et organismes, avec l'accord du conseil de gouvernement » ;
- il « exerce toute autre fonction ou attribution que lui confie la loi, le règlement ou le statut d'autonomie ».

### Maire
Il dispose de l'intégralité des compétences dévolues au maire, notamment par la loi de régulation des bases du régime local du 2 avril 1985.

### Président de l'Assemblée
En sa qualité de président de l'Assemblée : 
- il « représente l'Assemblée dans ses relations institutionnelles, préside les actes publics qui lui correspondent » ;
- il « convoque et préside le bureau, la séance plénière, la conférence des porte-paroles, les commissions de l'Assemblée, et dispose d'une voix prépondérante en cas de partage » ;
- il « veille à la marche efficace des travaux parlementaires » ;
- il « établit l'ordre du jour de la séance plénière, en accord avec le bureau » ;
- il « dirige et coordonne l'action du bureau » ;
- il « adopte, ou propose en séance plénière le cas échéant, toute mesure disciplinaire ou autre mesure nécessaire pour garantir la stricte application du règlement de l'Assemblée » ;
- il « dirige les débats de l'Assemblée » ;
- il « interprète le règlement de l'Assemblée et du conseil de gouvernement » ;
- il « ordonne les paiements » ;
- il « ordonne la publication des textes, documents et décisions au Bulletin officiel » ;
- il « exerce toute autre fonction ou attribution que lui confie la loi, le règlement ou le statut d'autonomie ».

## Fin du mandat
Le mandat du président prend fin en cas de renouvellement de l'Assemblée, adoption d'une motion de censure, refus d'accorder la confiance, démission formelle en séance plénière, d'incapacité permanente, perte du mandat électoral, condamnation judiciaire définitive comprenant une peine d'interdiction d'exercer une fonction publique, ou décès.

### Motion de censure
La responsabilité du président est mise en cause par l'adoption d'une motion de censure constructive. Aucun élu ne peut signer plus d'une motion au cours de son mandat.
Toute motion doit être signée par au moins la majorité absolue des membres de l'Assemblée et proposer un candidat au poste de président de la ville autonome, qui doit faire partie de l'Assemblée.
Le vote est présidé par l'un des deux vice-présidents de l'Assemblée. La motion est réputée adoptée si elle recueille au moins la majorité absolue des membres de l'Assemblée. Le candidat est alors proclamé investi, puis nommé président de Ceuta.
Cette procédure est strictement identique à celle appliquée pour la censure des maires des communes espagnoles.